# Campeonato Acreano 2014
In 2014 werd het 85ste Campeonato Acreano gespeeld voor clubs uit de Braziliaanse staat Acre. De competitie werd georganiseerd door de Federação de Futebol do Estado do Acre en werd gespeeld van 16 maart tot 10 juni. Omdat Vasco da GAma zich vrijwillig uit de competitie had teruggetrokken werd de degradatie van Náuas van vorig seizoen ongedaan gemaakt. Rio Branco werd kampioen.

## Eerste fase
| Plaats | Club              | Wed. | W  | G | V  | Saldo | Ptn. |
| ------ | ----------------- | ---- | -- | - | -- | ----- | ---- |
| 1.     | Atlético          | 14   | 11 | 3 | 0  | 29:9  | 36   |
| 2.     | Rio Branco        | 14   | 9  | 3 | 2  | 27:7  | 30   |
| 3.     | Plácido de Castro | 14   | 8  | 1 | 5  | 28:13 | 25   |
| 4.     | Galvez            | 14   | 5  | 4 | 5  | 26:23 | 19   |
| 5.     | Vasco da Gama     | 14   | 4  | 3 | 7  | 28:29 | 15   |
| 6.     | Náuas             | 14   | 4  | 3 | 7  | 19:27 | 15   |
| 7.     | Alto Acre         | 14   | 3  | 2 | 9  | 15:39 | 11   |
| 8.     | Andirá            | 14   | 2  | 1 | 11 | 11:36 | 7    |

|  | Geplaatst voor knock-outfase |
|  | Degradatie                   |

## Knock-outfase
|  | Halve finale      | Halve finale | Halve finale |       |          | Finale | Finale | Finale |
|  |                   |              |              |       |          |        |        |        |
|  | Galvez            | 0            | 1            |       |          |        |        |        |
|  | Atlético          | 1            | 1            |       |          |        |        |        |
|  | Atlético          | 1            | 1            |       | Atlético | 1      | 2 (2)  |        |
|  |                   |              |              |       | Atlético | 1      | 2 (2)  |        |
|  |                   | Rio Branco   | 1            | 2 (3) |          |        |        |        |
|  | Plácido de Castro | Rio Branco   | 1            | 2 (3) | 0        | 1      |        |        |
|  | Plácido de Castro |              |              |       | 0        | 1      |        |        |
|  | Rio Branco        | 1            | 1            |       |          |        |        |        |

Details finale
|             |                   |       |                  |  |
| 7 juni Heen | Rio Branco        | 1 – 1 | Atlético Acreano |  |
| 7 juni Heen | Willian Saroá 75' |       | 36' Testinha     |  |

|               |                           |       |                                |  |
| 10 juni Terug | Atlético Acreano          | 2 – 2 | Rio Branco                     |  |
| 10 juni Terug | Ley 13' Juliano César 35' |       | 60' Adriano Louzada 83' Sander |  |
| 10 juni Terug | Strafschoppen             |       |                                |  |
| 10 juni Terug | 2 - 3                     |       |                                |  |

### Kampioen
| Campeonato Acreano de 2014      |
| Acre                            |
| ------------------------------- |
| RIO BRANCO Kampioen (44° titel) |